# Ludovico Geymonat
Ludovico Geymonat (ur. 11 maja 1908 w Turynie, zm. 29 listopada 1991 w Rho) – historyk i filozof nauki związany z nurtem neopozytywizmu i nieortodoksyjnego marksizmu, epistemolog.

## Życiorys
Ukończył w Turynie studia filozoficzne (1930) pod kierunkiem A. Patorego, ucznia G. Peana oraz matematyczne (1932) pod kierunkiem G. Fubiniego. Z powodu podpisania listu solidaryzującego się z B. Crocem został aresztowany w 1929 r. i zmuszony przez rządy faszystowskie do porzucenia nauki na wydziale nauk ścisłych uniwersytetu w Turynie. W latach trzydziestych utrzymywał kontakty z Kołem Wiedeńskim, zwłaszcza z H. Reichenbachem, M. Schlickiem, F. Waismannem oraz R. Carnapem. Był jednym z pierwszym propagatorów neopozytywizmu we Włoszech, głównie w dziedzinie historii nauki. W 1949 r. zaproponowano mu nauczanie filozofii teoretycznej w Cagliari, a później w Padwie. Od 1957 do 1979 r. kierował pierwszą we Włoszech katedrą filozofii nauki w Mediolanie. W latach siedemdziesiątych doprowadził do końca siedmiotomowe dzieło Storia del pensiero filosofico e scientifico (1970-1976), które stanowi jeden z podręczników cieszących się największym uznaniem przedstawicieli kultury filozoficznej na włoskich uniwersytetach.

## Filozofia i historia nauki
Kwestia odróżnienia nauki od nie-nauki od zarania dziejów stanowiła istotny problem dla samego rozwoju wiedzy naukowej. Podobną, istotną rolę w rozwoju wiedzy odgrywała filozofia, wpływając stymulująco na rozwój matematyki (pitagoreizm w czasach starożytnych oraz kartezjanizm w mechanice i geometrii analitycznej). Tradycyjna wizja, która widziała w filozofii naukę pierwszą, wytyczającą zadania naukom szczegółowym została jednak zakwestionowana. Miał na to wpływ gwałtowny rozwój techniki i nauk szczegółowych, które wyemancypowały się i usamodzielniły w stosunku do podstaw, które wytyczała naukom filozofia. Nauki szczegółowe głęboko zreformowały założenia bazowe, określające ich kierunek w rozwoju i często występowały przeciwko dominacji i uroszczeniom filozofów, co spowodowało efekt sprzężenia zwrotnego w postaci przyswojenia sobie przez filozofię osiągnięć i krytyki fundamentów tych nauk. Geymonat przyjął zrazu perspektywę neopozytywistyczną, która kazała szukać w samych naukach pewnych podstaw filozoficznych i starać się analizować strukturę tych nauk przez pryzmat logiki. Jednak Geymonat nie przyjmuje dogmatycznego założenia neopozytywizmu, że oto można analizować kryteria naukowości ahistorycznie, tzn. określić raz na zawsze kryteriów i gwarancji naukowości. Stanowi to o krytyce tzw. trzeciego dogmatu neopozytywizmu. Geymonat krytykuje "trzeci dogmat empiryzmu" (Quine, Dwa dogmaty empiryzmu), za który uważa przekształcanie wyodrębnionych kryteriów w ponadhistoryczne dogmaty. Czyni tak dlatego, że przyjmuje stanowisko, iż nauka rozwija się w czasie i każde jej ustalenia stają się w danej epoce tylko historycznie adekwatne. Wyodrębnione w ten sposób kryteria stają się antyhistorycznym dogmatem, który w obrębie swojej własnej dyscypliny - teorii nauki zostaje sfalsyfikowany w toku badań nad historycznymi podstawami nauki. Program redukcji nauk do fizyki staje się zawężony do pewnego etapu rozwoju nauki, a poza nim jest już tylko iluzją, lub wręcz szkodliwym mitem. Nauki czerpią swoje podstawy nie z metahistorycznych, sztucznie wyabstrahowanych "gwarancji i podstaw logicznych", wypreparowanych a priori, ale z wewnętrznych ustaleń, które podlegają zmianom i w toku historii zostają urzeczywistnione. Należy więc pytać nie o to, czym nauka jest w swojej istocie a priori lub czym być powinna, ale czym stała się na skutek historycznych przemian dzisiaj. W neopozytywizmie, który sprowadza się do dwóch postulatów: 1. ujednoliceniu nauk w encyklopedii 2. ujednoliceniu w oparciu o redukcję fizykalistyczną, Geymonat dostrzega pozytywną wartość tylko pierwszego. Uważa, że neopozytywistyczny redukcjonizm Carnapa cofa pozytywistyczną filozofię nauki przed Comte'a, który stawiał nacisk na rekonstrukcję rzeczywistych programów badań nauk szczegółowych i na tej podstawie szukał ich jedności, a nie na wyidealizowanym języku fizykalistycznym, który od nauki abstrahuje, dowodząc tym samym swojego dogmatyzmu. W postulacie pierwszym, tj. stworzenia encyklopedii nauk widzi Geymonat pragmatyczny wydźwięk, który polega na pilnym przyglądaniu się, czym nauka staje się w toku swojego rozwoju. Pragmatyzm ten wspiera według Geymonata Charles William Morris, który wraz z Carnapem podzielił semiotykę na syntaktykę, semantykę i pragmatykę. Historyzm Geymonata ma łączyć się tutaj z pragmatyzmem Morrisa i odrzuca zarzut dogmatyzmu, który stosował Geymonat wobec neopozytywistów.

## Dzieła
- 1931, Il problema della conoscenza nel positivismo, Turyn.
- 1947, Storia e filosofia dell' analisi infinitesimale, Turyn.
- 1957, Galileo Galilei, Turyn.
- 1960, Filosofia e filosofia della scienza, Mediolan.
- 1970-76, Storia del pensiero filosofico e scientifico, Mediolan.
- 1977, Scienza e realismo, Mediolan.
- 1981, Per Galileo, Werona.
- 1982, Filosofia della probabilità, Mediolan.
- 1983, Riflessioni critiche su Kuhn e Popper, Bari.
- 1985, Lineamenti di filosofia della scienza, Mediolan.
- 1991, La Vienna dei paradossi, 1991.